# Siglo XXII
El siglo XXII d. C. (siglo veintidós después de Cristo) o siglo XXII e. c. (siglo veintidós de la era común) será el próximo y segundo siglo del III milenio en el calendario gregoriano. Comenzará el 1 de enero de 2101 y terminará el 31 de diciembre de 2200.

## Predicciones astronómicas

### Lista de los eclipses totales de Sol más largos
- 2114 (3 de junio): eclipse total de Sol (6 min 32 s), del saros 139.[1][2]
- 2132 (13 de junio): eclipse total de Sol (6 min 55 s), del saros 139.[3]
- 2131 (19 de diciembre): eclipse anular de Sol (10 min 14 s), del saros 134.[4]
- 2150 (25 de junio): eclipse total de Sol (7 min 14 s), del saros 139.[5] Excederá los 7 minutos de totalidad, lo que sucederá por primera vez en 177 años: la última vez que ocurrió fue el 30 de junio de 1973, cuando el prototipo del avión supersónico Concorde siguió la zona de totalidad durante 73 minutos.
- 2168 (5 de julio): eclipse total de Sol (7 min 26 s), del saros 139.[6]
- 2186 (16 de julio): eclipse total de Sol (7 min 29 s), del saros 139, «coronando» esta serie.[7] Este eclipse estará muy cerca de la máxima duración teórica de este fenómeno, y será el eclipse más largo en 10 000 años; desde el 4000 a. C. hasta el 6000 de nuestra era.[8]

## Acontecimientos previstos
- 2107 (31 de diciembre): límite de las fechas compatibles con los sistemas de archivos FAT.
- 21 de diciembre de 2112: la representación numérica de las 21 horas y 12 minutos del día de hoy configura un curioso palíndromo de doce cifras: 21:12.21.12.2112. El palíndromo anterior sucedió el 20:02.20.02.2002.
- 2160: algunos científicos creen que algunas de las personas que hayan nacido entre 2010 y 2020 continuarán vivas para este momento, con 140 a 150 años de edad.[9]
- 2178: Plutón completará su primera vuelta al Sol, tras su descubrimiento en 1930.

## Ciencia ficción
- 2101: año en el que comienza la guerra en videojuego Zero wing.
- 2103: según Star Trek se coloniza Marte.
- 2104: suceden los hechos de la película A. I.: inteligencia artificial; luego da un salto al 4104, cuando la Tierra se encuentra en el periodo posterior a la extinción humana.
- 2105 (17 de septiembre): en la serie de televisión Time Warp Trio, Joe, Sam y Fred se encuentran con sus bisnietas Jodie, Samantha y Freddi.
- 2105: en la serie animada Teenage Mutant Ninja Turtles: Fast Forward, las tortugas ninja luchan contra el delito.
- 2105: en la serie 31 minutos, es el año en que Tulio Triviño simula su muerte y arma un funeral para poder reconciliarse con Juan Carlos Bodoque, según el capítulo El funeral de Tulio.
- 2109: Marte XXIII, de Jordi Sierra i Fabra (1947). Los personajes viven en una realidad virtual marciana en 2227, pero en realidad todo sucede en 2109.
- 2110: según la película WALL·E (2008) de Pixar, la Tierra lanza una señal de peligro para todos sus pilotos, avisando que los niveles de toxicidad del planeta han vuelto la vida insustentable, y todas las naves espaciales deben permanecer en el espacio.
- 2110: The Mirrored Heavens, de David J. Williams.
- 2110: el show Mission: 2110.
- 2111: en el documental Movimiento 2111 de Discovery Channel, nos muestra como se imaginan los miembros del movimiento el mundo en ese año.
- El documental de History Channel Dos grados: el punto de no retorno nos muestra como se vería la Tierra a principios del próximo siglo si no detenemos el calentamiento global.
- 2112: época en que se sitúa la historia de la canción 2112 de la banda de rock progresivo Rush.
- 2112 (3 de septiembre): nace el personaje Doraemon, de la serie homónima.
- 2114: Comienzo de los eventos de la saga de videojuegos Megaman X.
- 2114: Los eventos del videojuego System Shock 2 ocurrirán.
- 2114 a 2193: se desarrolla el comunismo en la Tierra, según la serie de novelas Universo Mediodía de Arkady y Boris Strugatsky.
- 2115: se estrenará la película de ciencia ficción 100 años: la película que nunca verás, finalizada en 2015, dirigida por Robert Rodriguez, y escrita y protagonizada por el actor John Malkovich, que se pretende estrenar el 18 de noviembre de 2115..
- 2116: El videojuego Wipeout 3 transcurre en el año 2116
- 2117: It's Such a Beautiful Day, de Isaac Asimov.
- 2117: Big Show se apodera de Ciudad Órbita en la película The Jetsons & WWE: Robo-WrestleMania!.
- 2118: (UC 0073): según la serie de anime Mobile Suit Gundam, en la colonia espacial Side 3 se completa el primer traje móvil.
- Fines de los años 2110: los sucesos de la serie animada Exosquad.
- 2121 a 2124: años en que se sitúa la serie de libros La llave del tiempo antes de que sus protagonistas viajen en el tiempo.
- 2121: año del que provienen los personajes de la serie Phil del futuro, de Disney Channel. Los diffys (personajes principales) provienen del 2121, antes de tener un accidente en 2004; la canción principal se refiere a Phil como el «hombre del siglo XXII».
- 2122: año en que se sitúan los sucesos relatados en la película Alien, el octavo pasajero.
- 2124 (UC 0079), 3 de enero: según la serie de anime Mobile Suit Gundam, comienza la Guerra de Un Año.
- 2130: se desarrollan los sucesos de la película Judge Dredd, con Sylvester Stallone.
- 2130: según The Flipside of Dominick Hide, este año el viajero del tiempo viaja a buscar a su ancestro en 1980.
- 2131 y 2135: Solstice Butterfly, de Jerald Beltran (J.I.O, Culture Crash).
- 2131: año en que la nave espacial Rama ingresa al sistema solar, según la novela Cita con Rama de Arthur C. Clarke.
- 2135: El juego de Ender, de Orson Scott Card.
- 2136: comienzan los sucesos de Methuselah's Children, de Robert A. Heinlein.
- Crisis in 2140 (convertida en la serie Null-ABC), de H. Beam Piper y John J. McGuire.
- Transcure la saga de videojuegos Earth 2140 a Earth 2160.
- 2141: Dirty pair, de Haruka Takachiho, sucede entre 2138 y 2143, aunque la mayoría de las encarnaciones de la historia suceden en 2141.
- 2142: año en que se sitúa la trama del juego Battlefield 2142 (de la saga Battlefield), donde se relata el inicio de la Tercera Guerra Mundial.
- 2142: comienzan los sucesos de la serie FTL Newsfeed, de SciFi Channel.
- 2142: los sucesos de Sky Blue.
- 2142: Wonderful days, película de ciencia ficción animada surcoreana.
- 2144: primer aterrizaje exitoso en Venus, según The Outward Urge, de John Wyndham.
- 2145: se desarrollan los sucesos de Captain Power.
- 2145: ocurren los sucesos en Marte del juego DOOM 3.
- 2149: se desarrollan los sucesos de Captain Video.
- 2149: se desarrollan los sucesos del primer capítulo de la serie de televisión Terra Nova, en el cual la Tierra es un planeta contaminado y vacío, la humanidad iba a extinguirse pero descubren un portal que los lleva 85 millones de años al pasado.
- 2150: Daleks' Invasion Earth: 2150 A.D., adaptación de la segunda serie de Doctor Who.
- 2150: se desarrollan los sucesos relatados en la serie de ciencia ficción Star Trek: Enterprise
- 2150: Nace Eobard Thawne, enemigo, rival, opuesto, reverso de Barry Allen (según The Flash 1x23).
- 2151: Hyperdrive, una comedia de situaciones británica que presenta las aventuras de la tripulación del HMS Camden Lock mientras protegen los intereses británicos.
- 2151: según Star Trek: Enterprise, se lanza el Enterprise, la primera nave capaz de alcanzar warp 5, según Star Trek: Enterprise (2151–2161). Comienza una exploración sin precedentes, y se contacta con las culturas klingon, andorianos y romulanos.
- 2153: según Star Trek: Enterprise, un área de la Tierra entre Flórida y Venezuela es devastada por un ataque extraterrestre; mueren 7 millones de personas.
- Mediados del siglo XXII: nacen muchos personajes de la serie de televisión Enana roja.
- 2154: se desarrollan los hechos de la película Elysium, donde los ricos viven en el espacio, donde se adaptó un lugar con oxígeno,  lujos y todas las comodidades, mientras los pobres se quedan en la Tierra hasta que el protagonista, interpretado por Matt Damon, da un giro a las cosas.
- 2154: de mayo a agosto se desarrollan los sucesos de la película estadounidense Avatar (2009), según los videologs del personaje Jake Sully, en donde la Tierra esta sobrepoblada, contaminada, con el medio ambiente destruido y con una enorme demanda de energía, debido a esto viajan a una luna llamada Pandora para extraer recursos.
- 2154: Ese año fue ambientado por la serie ecuatoriana Capitán Expertus, donde Ecuador es ahora Tercer Mundo y es lo que queda de la Tierra.
- 2156-2160: según Star Trek, se libra la guerra entre romulanos y terrícolas
- 2157: según Babylon 5, se crea la religión llamada fundacionismo.
- 2157: Mission Genesis, del canal Syfy.
- 2157: The Fun They Had, de Isaac Asimov.
- 2158: se establece la Burocracia Central de Futurama.
- 2161: según In Time, el gen del envejecimiento humano será desactivado y la moneda ya no será el dinero sino el tiempo.
- 2161: según Star Trek: Enterprise, se da de baja a la nave Enterprise.
- 2161, 12 de abril: se funda Psi Corps, según Babylon 5.
- 2161, 11 de octubre: según Star Trek se establece la Federación Unida de Planetas y se crea la flota estelar.
- 2161, 23 de diciembre: comienza la historia de la saga de videojuegos Fallout.
- 2163, 6 de agosto: comienza la Tercera Guerra Boliviana (Futuro Alternativo de Bolivia Posapocalíptica).[cita requerida]
- 2166: Vándalo Salvaje está al poder y crea una dictadura qué destruye al mundo en ese año (Legends of Tomorrow 1x01).
- 2169: el personaje Pickman Carter repele a las hordas mongolas fuera de Australia, según Through the Gates of the Silver Key, de H. P. Lovecraft.
- 2171-2184: Moving Mars, de Ben Bova.
- 2173: se desarrollan los sucesos de El dormilón (‘El durmiente’), película de Woody Allen.
- 2174: según la película Pandorum, la astronave colonizadora Elysium parte de la Tierra rumbo a Tanis, un mundo que reúne condiciones similares a la Tierra para albergar vida humana. La escasez de agua y comida en nuestro planeta debido a una superpoblación fuerzan la búsqueda de otros planetas alternativos.
- 2176: Ghosts of Mars, de John Carpenter.
- 2179: año en que se sitúan los sucesos relatados en las dos películas Aliens y Alien 3.
- 2183: año en que se sitúa la trama del juego Mass Effect.
- En la serie animada Futurama, según la película Futurama: Bender's Big Score, Bender destruye la ciudad de Nueva York por primera vez en el año 2183.
- 2187: se desarrollan los sucesos del anime DT Eightron.
- 2188: comienza The Cat Who Walks Through Walls, de Robert A. Heinlein.
- 2189: se realiza el viaje en el tiempo a 1989 en la obra de ciencia ficción Indoctrinario (1970), la primera novela de Christopher Priest (1943–).
- 2193: comienzan los sucesos de la serie Time Trax.
- 2194: The Ear, the Eye, and the Arm, de Nancy Farmer.
- 2196: la serie cómica de ciencia ficción Martian Successor Nadesico.
- 2199 (9 de octubre): en la serie de anime Space Battleship Yamato, la nave espacial de guerra Yamato comienza su desesperada misión de salvar la Tierra.
- 2199: según la película The Matrix, el protagonista Neo descubre que todo lo que él creía que era la realidad es solo una simulación de computadora, ambientada en 1999. Morfeo cree que en realidad se encuentran en 2199 aproximadamente. Sin embargo, en la película The Matrix Reloaded se menciona que esta es la sexta encarnación de la Matriz. Morfeo estima, entonces, que si aparece un Neo unos 200 años después de la creación de cada Matriz, ahora se encontrarían en el siglo XXXIII aprox. Sin embargo, como la primera y la segunda Matriz fallaron, se puede suponer que no duraron 200 años cada una, por lo que la película sucedería a fines del III milenio. Presumiblemente, solo las máquinas saben este dato exactamente.
- 2199: tienen lugar los sucesos que conducen a la tercera guerra mundial y posterior descubrimiento del CD-ROM del misterioso peregrino del siglo XVII del Camino de Santiago según el álbum Finisterra, de la banda española de rock Mägo de Oz.
- Época en que se sitúa la trama de la serie Transformers Animated de Cartoon Network, ambientada en Detroit.
- Logan’s Run, de William F. Nolan y George Clayton Johnson.
- Bicentennial Man (aproximadamente la mitad de los sucesos pasan en este siglo).
- En Doctor Who, los personajes viajan en el tiempo para visitar varias fechas de este siglo.
- Sherlock Holmes en el siglo XXII, una serie animada de televisión Sherlock Holmes en un ambiente de ciencia ficción.
- BraveStarr, en el planeta New Texas.
- Chobits, de CLAMP.
- Gradisil, de Adam Roberts.
- Revolt in 2100, de Robert A. Heinlein.
- Hundred decades, de Robert Burrows.
- Green Mars, de Kim Stanley Robinson.
- Blue Mars, de Kim Stanley Robinson.
- Angels 2200, de Peter Haynes.
- Las sirenas de Titán, de Kurt Vonnegut.
- Kaleidoscope Century, de John Barnes (frame story).
- When Gravity Fails, novela de George Alec Effinger.
- Strontium dog, historieta.
- La serie de videojuegos Megaman X se desenvuelve en este siglo.